# Новософиевский сельский совет (Никопольский район)
Новософиевский сельский совет (укр. Новософіївська сільська рада) — входит в состав
Никопольского района
Днепропетровской области
Украины.
Административный центр сельского совета находится в 
с. Новософиевка.

## Населённые пункты совета
- с. Новософиевка
- с. Степовое
- с. Путиловка
- с. Хмельницкое